# Яребично
Яребично е село в Североизточна България. То се намира в община Антоново, област Търговище.

## География
Разположено е в хълмистата област Сланник.

## История
В едно писмо, намерено в читалищния архив учител от селото, мобилизиран и участвал в Първата световна война като поручик, пише до своята любима в гр. Омуртаг, че освен нея е обикнал „тези малки шопчета“ от с. Яребично.
От къде са се взели шопи в Североизточна България? От разкази на възрастни жители на селото става ясно, че в периода на войните 1912 – 1913 г. българското правителство заселва в селото хора от западната част на днешната Кюстендилска област и Босилеградско – район, който тогава е изключително беден. Българското правителство дава специални преференции на желаещите да се преселят. С конски и волски коли керван от хора с дни пътува до района на Яребично. Дотогава селото е населявано от турско население.
Провежданата от тогавашното българско правителство политика за засилване на българския елемент в района довежда тези хора там. Те донасят в този край своя диалект, традиции и начин на живот, така селото от чисто турско става напълно българско. Старото име на селото е Чиликьой.

## Културни и природни забележителности
Близо до селото се намира местността „Константин тепе“.

## Редовни събития
- Селото организира събор всяка последна събота на месец август.

1. ↑  www.grao.bg